# Bronisław Sroka (radiotelegrafista)
Bronisław Sroka (ur. 18 sierpnia 1896 w Brzezinach, zm. 12 listopada 1920 w Warszawie) – oficer, radiotelegrafista, inżynier elektryk;
syn Wilhelma Wrócisława Sroki i Ireny z Czarnockich, brat Stanisława Sroki.
Studiował w Szkole Inżynieryjnej Wojskowej w Petersburgu i w Akademii Elektrotechnicznej w Paryżu. Po wybuchu I wojny światowej znalazł się w szeregach I Korpusu Polskiego pod dowództwem gen. Dowbora-Muśnickiego. W 1918 roku w Bobrujsku dowodził Oddziałem Radiotelegraficznym wchodzącym w skład I Pułku Inżynieryjnego im. T. Kościuszki. Po likwidacji I Korpusu został dowódcą Centralnej Stacji Radiotelegrafii na Cytadeli w Warszawie. Nocą z 18 na 19 listopada 1918 roku wysłał do Francji i Stanów Zjednoczonych depesze notyfikujące powstanie niezależnego państwa polskiego.
W 1919 roku został szefem radiotelegrafii frontu południowo-zachodniego, przyczyniając się do złamania szyfrów radiowych Armii Czerwonej. Po wojnie pracował jako starszy referent radiotelegrafii w Sekcji Wojsk Łączności Ministerstwa Spraw Wojskowych. Z dniem 1 kwietnia 1920 roku został awansowany do stopnia porucznika, awans podpisał Minister Spraw Wojskowych gen.-por. Sosnkowski.
Zmarł tragicznie w wyniku wypadku tramwajowego. Pochowany na Powązkach w Warszawie wraz z ojcem (kw. 168).